# Betonuur
Het Betonuur was een Nederlands radioprogramma van de VARA op Hilversum 3 dat werd uitgezonden op de vaste VARA dinsdag van 17:00 tot 18:00 uur vanaf 8 januari 1974, sinds september 1978 vanaf 16:30 uur, tot september 1981. Het programma waarin harde muziek, voornamelijk hardrock en heavy metal, werd gedraaid werd gepresenteerd door Alfred Lagarde.
Het programma begon jarenlang met de aankondiging van de nieuwe Hilversum 3 Troetelschijf, met daarna een kort humoristisch hoorspel waarin alle stemmen door Lagarde zelf werden vertolkt. Aan het eind van het programma waren "de hardste vijf" nummers, ook gekozen door de luisteraars, te horen, vandaar de naam Betonuur dat een verwijzing was naar de hardheid van beton. Af en toe waren er ook live optredens, bijvoorbeeld tijdens de jaarlijkse live uitzending van VARA's Lijn 3.
Vanaf september 1981 presenteerde Lagarde samen met Leonie Jansen de Popkrant. Na de overstap van Lagarde in mei 1982 naar Veronica presenteerde Lagarde vanaf 6 december 1985 t/m 2 oktober 1992 op de volle vrijdag tussen 22:00 en 00:00 uur samen met Kees Baars het befaamde programma Countdown Café op Radio 3. Bij de VARA kwam vanaf 4 oktober 1983 op het oude Popkrant tijdstip het nieuwe programma de Verrukkelijke 15. Naast het Betonuur was er in die tijd ook in het KRO radioprogramma Stampij, gepresenteerd door Hanneke Kappen, harde muziek te horen maar dan voornamelijk stevige hardrock.